# Мариенфлис
Мариенфлис (нем. Marienfließ) — община в Германии, в земле Бранденбург.
Входит в состав района Пригниц. Подчиняется управлению Майенбург.  Население составляет 768 человек (на 31 декабря 2010 года). Занимает площадь 76,89 км².
| Год  | Население |
| ---- | --------- |
| 2005 | 901       |
| 2010 | 795       |